# انتخابات مجلس اتریش (۲۰۱۹)
انتخابات مجلس اتریش (انگلیسی: 2019 Austrian legislative election) که بیست و هفتمین انتخابات شورای ملی اتریش است، قرار بود در ۲۹ سپتامبر ۲۰۱۹ برگزار می‌شود. اما بدنبال رسوایی ایبیزا در ۱۸ مه ۲۰۱۹ و استعفای هاینتس-کریستیان اشتراخه، معاون صدراعظم اتریش که به فروپاشی دولت ائتلافی شامل دو حزب خلق اتریش و حزب آزادی اتریش منجر شد، به‌طور زودرسی در ماه سپتامبر برگزار شد.

## پیامدهایرسوایی ایبیزا
در ۲۷ مه ۲۰۱۹ پارلمان اتریش به دولت سباستین کورتس، صدراعظم این کشور، رای عدم اعتماد داد و او را که درگیر پرونده جنجالی فساد رسوایی ایبیزا در دولت ائتلافی اتریش شده بود از کار برکنار کرد. برکناری رسمی کابینه کوتس توسط رئیس‌جمهور الکساندر فن در بلن اجرا شد.

## پیشینه انتخابات
دو سال پیش در انتخابات سراسری اتریش (۲۰۱۷) یک ائتلاف بین حزب سوسیال دموکرات اتریش و حزب خلق اتریش صورت گرفت، در این انتخابات زباستیان کورتس، رهبر تازه انتخاب شده حزب خلق اتریش انتخاب شد. اگر چه حزب سوسیال دموکرات اتریش ۵۲ کرسی را به دست آورد، همان‌طور که در انتخابات سال ۲۰۱۳ نیز در ائتلاف صورت گرفت، حزب سوسیال دموکرات اتریش و حزب خلق اتریش با افزایش ۱۵ کرسی به ۶۲ و ۱۱ کرسی به ۵۱ کرسی به برابری دست یافتند که این بزرگترین ائتلاف حزبی در سطح فدرال به‌شمار می‌رفت. حزب NEOS یک کرسی به دست آورد، فهرست کاندیداهای پیتر پیلز با هشت کرسی وارد شورای ملی شد و سبزها از آستانه ۴ درصد کمتر آورده و تمام ۲۴ کرسی خود را از دست دادند. پس از انتخابات، رئیس‌جمهور الکساندر فن در بلن از کورتس خواست تا دولت بعدی را تشکیل دهد و حزب خلق اتریش مذاکرات ائتلافی را با احزاب دیگر در شورای ملی آغاز کرد. حزب خلق اتریش رسماً در ۲۵ اکتبر طی مذاکراتی با حزب آزادی اتریش با همدیگر روی پنج نقطه در نقشه مسیر ائتلاف کردند، در اواخر ماه نوامبر مذاکرات به پایان رسید و طرفین در ۱۵ دسامبر دولت ائتلافی تحت رهبری کورتس را اعلام کردند و در تاریخ ۱۸ دسامبر دولت ائتلافی به رهبری صدراعظم کورتس سوگند یاد کرد.

## رسوایی ایبیزا و اعلانات انتخاباتی
در ۱۸ ماه مه سال ۲۰۱۹، هاینتس-کریستیان اشتراخه، رهبر حزب آزادی اتریش و معاون صدراعظم در جریان رسوایی ایبیزا استعفا داد و نوربرت هوفر را پیشنهاد داد که جایگزین او شود. در انتخابات جدید ممکن است در صورتی که زباستیان کورتس تمایل به ادامه این ائتلاف در کنار هوفر داشته یا نداشته باشد را هنوز اعلام نکرده. در برگزاری انتخابات زودرس، به‌طور قطع، حزب آزادی اتریش نمی‌پذیرد وزارت کشور را از دست بدهد. حال آنکه حزب خلق اتریش خواستار ورود هربرت کیکل به کابینه است. انتخابات تا اواسط ماه ژوئیه برگزار نخواهد شد، اما بعید است که در تابستان برگزار شود و احتمالاً همزمان با انتخابات دولتی در فورآرلبرگ در ۲۲ سپتامبر باشد. در روز ۱۹ مه، کورتس قصد خود از برگزاری انتخابات در ماه سپتامبر اعلام کرد. همچنین رئیس‌جمهور الکساندر فن در بلن، اعلام کرد انتخابات اوایل ماه سپتامبر برگزار خواهد شد.